# Himalaphantes magnus
Himalaphantes magnus är en spindelart som först beskrevs av Andrei V. Tanasevitch 1987.  Himalaphantes magnus ingår i släktet Himalaphantes och familjen täckvävarspindlar.
Artens utbredningsområde är Nepal. Inga underarter finns listade i Catalogue of Life.